# Финансово-счетоводен факултет (УНСС)
Финансово-счетоводният факултет (ФСФ) на Университета за национално и световно стопанство в София е сред настоящите 8 факултета. Създаден е през 1920 г. Понастоящем декан на ФСФ е проф. д-р Румен Брусарски.

## История
През 1920 г. към Свободния университет за политически и стопански науки се създава Финансово-административния факултет. През 1940 г. е преименуван на Финансов отдел към Държавното висше училище за финансови и административни науки, а седем години по-късно се обособява като Факултет за стопански и социални науки към Софийския държавен университет. Настоящият ФСФ се счита за правоприемник на изброените, а самият той е обособен със създаването на ВИИ „К. Маркс“ през 1952 г.

## Структура
В състава на ФСФ влизат 3 катедри:
- „Финанси“,
- „Счетоводство и анализ“ и
- „Финансов контрол“.